# 福沙奈惠
福沙奈惠（6月6日—）是日本的女性聲優，東京都出身。Peerless Gerbera所屬。

## 人物
- 演出電視動畫《偶像學園》是正式成為聲優的轉機[2]。
- 興趣是去貓咖啡廳，喜歡玩遊戲[2]。
- 特技是用單手打蛋[2]。

## 演出作品
※粗體字為主要角色。

### 電視動畫
2012年
- 偶像學園（立花米雪兒、小山內千穗、吉川心、琴原乃英流、結城亞也子、三輪皋月、幽靈、少女、客室員、歌迷、學生、女性、旁白）

2013年
- 科學小飛俠Crowds（梅田愛）
- 銀狐（風）

2014年
- 偶像學園（千牧的母親、女性）
- Wake Up, Girls!（I-1 23號）
- 諸神的惡作劇（女學生B、女子B）
- 排球少年！！（女學生A）
- 七大罪（妖精B）

2015年
- DOG DAYS"（星之民）
- 科學小飛俠Crowds Insight（梅田愛）
- 赤髮白雪姬（小孩）
- Aikatsu！偶像活動！（白樺梨沙、常葉李奈）

2016年
- 紅殼的潘朵拉（七轉福音[3]）
- 赤髮白雪姬 第2期（女官A）
- 思念的碎片（麗奈[4]）
- 鬼牌遊戲（劇團員）
- 文豪Stray Dogs（女性）
- 在下坂本，有何貴幹？（女學生）
- 高校艦隊（伊勢櫻良[5]、杉本珊瑚）
- 魔奇少年 辛巴達的冒險（女孩子C）
- 路人超能100（黑崎麗）
- ViVid Strike!（小孩）

2017年
- 獨占我的英雄（木下）
- 戰刻夜血（朋友）

2018年
- 霸穹 封神演義（村裡的人們）
- 偶像活動Friends！（友希鈴音）

2019年
- 路人超能100 II（黑崎麗）

2023年
- 她去公爵家的理由（侍女）

2024年
- Delico's Nursery（艾蓮娜·洛爾卡[6]）

### OVA
2017年
- 高校艦隊（伊勢櫻良）

2018年
- 血界戰線 & BEYOND（特雷西）

### 網路動畫
2015年
- 科學小飛俠Crowds Insight（第0話）（梅田愛）

### 劇場版動畫
2014年
- PERSONA3 THE MOVIE #2 Midsummer Knight's Dream（女性A）

2015年
- 偶像學園！音樂大獎 大家一起獲獎吧！（白樺梨沙）
- Wake Up, Girls! 續・劇場版（舞蹈講師[7]）
- 百日紅
- PERSONA3 THE MOVIE #3 Falling Down

2016年
- PERSONA3 THE MOVIE #4 Winter of Rebirth（女性）
- 偶像學園！～被盯上的魔法偶活卡～（白樺梨沙）
- planetarian

2025年
- 偶像學園×星光樂園 THE MOVIE -相遇的奇蹟！-（白樺梨沙[8]）

### 遊戲
2012年
- 偶像學園 灰姑娘課程（立花米雪兒）

2014年
- 超女神信仰 诺瓦露 激神黑心（珊瑚）
- 神明與命運覺醒的交叉論題（天使梅爾耶爾）

2015年
- 偶像學園 My No.1 Stage!（立花米雪兒）

2016年
- 偶像學園！寫真舞台！（白樺梨沙）
- 女友伴身邊（日野奏惠）

### 外語配音
2011年
- 特搜戰隊

## 外部連結
- 事務所公開簡歷 （页面存档备份，存于）（日語）
- http://ameblo.jp/sanae66/ （页面存档备份，存于）（日語）
- 福沙奈惠的X（前Twitter）（日語）